# Nitocra stygia
Nitocra stygia är en kräftdjursart som först beskrevs av Apostolov 1969.  Nitocra stygia ingår i släktet Nitocra och familjen Ameiridae. Inga underarter finns listade i Catalogue of Life.